# Bingfield
Bingfield är en ort i civil parish Whittington, i grevskapet Northumberland i England. Orten är belägen 9 km från Hexham. Bingfield var en civil parish 1866–1955 när det uppgick i Whittington. Civil parish hade 76 invånare år 1951.